# 池凤英
池凤英，中华人民共和国政治人物、全国脱贫攻坚先进个人。

## 生平
池凤英任北京市延庆区卫生健康委一级主任科员。因在脱贫攻坚战中作出突出贡献，2021年2月25日全国脱贫攻坚总结表彰大会上，池凤英被授予“全国脱贫攻坚先进个人”。